# Разенков, Андрей Эдуардович
Андрей Эдуардович Разенков (род. 3 февраля 1967, Москва) — российский кинорежиссёр, сценарист и продюсер.

## Биография
В 1990 году Андрей Разенков окончил 1-й Московский медицинский институт.
Но его с детских лет интересовало кино и в 1992 году он окончил Международную киношколу Никиты Михалкова и Рустама Ибрагимбекова.
Чтобы набраться опыта, был ассистентом режиссёра у Михалкова («Автостоп», «Урга — территория любви») и у Ивана Пассера («Сталин»), а также режиссёром-стажером у Кшиштофа Занусси (1991, «Прикосновение руки»).
В 1992 году вместе с Егором Кончаловским создал рекламную студию PS TVC (Partner Studio TV Commercials), где снял около 60-ти рекламных клипов, в том числе серию роликов «Гермес-Финанс»; БАСТ; INDESIT; MASTER FOODS (серия роликов MARS, TOPIC, RONDO); серию роликов GMM; TOSHIBA. Неоднократно награждался призами Московского международного фестиваля рекламы.
Андрей Разенков — режиссёр-постановщик девяти музыкальных клипов, в том числе:
- «Волшебный сон» (Наталья Ветлицкая)
- «Привыкай» (Лариса Долина)
- «Иди ко мне» (Дмитрий Маликов)
- «Вариации на тему Паганини» (Виктор Зинчук)
- «Danger» (Джоанна Стингрей)

Режиссёром кино дебютировал первой картиной проекта «Русский Декамерон» — «Тесты для настоящих мужчин» (1998).

## Фильмография
- 1998: Тесты для настоящих мужчин — режиссёр-постановщик
- 2001: Северное сияние — режиссёр-постановщик, соавтор сценария
- 2003: Янтарные крылья — режиссёр-постановщик, соавтор сценария
- 2009: КромовЪ — режиссёр-постановщик, соавтор сценария (совместно с Михаилом Петуховым и Константином Филимоновым)[2]
- 2010: Москва, я люблю тебя! — режиссёр, сценарист (новелла «Он и она»)

## Награды
- Гран-при (за лучший дебют) за фильм «Тесты для настоящих мужчин» — «Кинотавр»[3]